# Christos Papakyriakopoulos
Christos Dimitriou Papakyriakopoulos, communément surnommé Papa (grec : Χρήστος Δημητρίου Παπακυριακόπουλος ; 29 juin 1914-29 juin 1976) est un mathématicien grec spécialisé dans la topologie géométrique.

## Enfance
Papakyriakopoulos est né à Chalándri, alors dans la Municipalité d'Athènes, maintenant, dans Athènes-Nord.

## Carrière
Papakyriakopoulos travaille dans l'isolement à l'école Polytechnique d'Athènes comme assistant de recherche pour le Professeur Nikolaos Kritikos. Mais il était inscrit comme étudiant chercheur à l'université d'Athènes, où il obtient un doctorat, en 1943, sur la recommandation de Constantin Carathéodory. En 1948, il a été invité par Ralph Fox à venir au département de mathématiques de l'Université de Princeton parce que Fox avait été impressionné par une lettre de Papakyriakopoulos tendant à prouver le lemme de Dehn. La preuve, comme il s'est avéré, était défectueuse, mais le parrainage de Fox a continué pendant de nombreuses années et a permis à Papakyriakopoulos de travailler sur ses recherches mathématiques sans se préoccuper de soutien financier.
Papakyriakopoulos est surtout connu pour ses preuves du lemme de Dehn, du théorème de boucle (en), et du théorème de la sphère (en), trois résultats fondamentaux pour l'étude des 3-variétés. En l'honneur de ce travail, il a reçu le premier prix Oswald-Veblen en 1964. Depuis le début des années 1960, il a travaillé principalement sur la conjecture de Poincaré. Bernard Maskit (en) a produit des contre exemples à propos de sa preuve à trois reprises.
En 1954 il est conférencier invité au congrès international des mathématiciens à Amsterdam puis en 1958 à celui d'Édimbourg (The theory of three dimensional manifolds since 1950).

## Hommage
Le limerick inhabituel suivant a été composée par John Milnor, peu de temps après avoir appris que plusieurs étudiants des cycles supérieurs exprimaient leur frustration à la réalisation d'un projet, où le travail de chaque membre de la faculté de mathématiques de Princeton devait être résumé dans un petit poème :
The perfidious lemma of Dehn

Was every topologist's bane

      'Til Christos D. Pap-

      akyriakop-

oulos proved it without any strain.
Il s'agit peut-être du seul limerick où le même mot s'étend sur trois lignes. Le morceau de phrase « without any strain (sans effort) » n'est pas destiné à indiquer que Papa n'a pas dépensé beaucoup d'énergie dans ses efforts. Plutôt, il se réfère à « la construction de tour » de Papa, qui, très intelligemment contourne la difficulté dans les efforts de copier-coller qui ont précédé la preuve de Papa.

## Autres activités
Papakyriakopoulos a sympathisé avec la politique de gauche et en 1941, a rejoint la branche étudiante du Front de libération nationale (EAM). Quand il est allé vivre aux États-Unis, en 1948, les autorités grecques l'ont signalé aux autorités américaines comme « un dangereux communiste » et a demandé son extradition, mais l'Institute of Advanced Study de Princeton lui a offert sa protection comme il l'avait fait avec d'autres qui souffrent de persécution politique.
Il était un personnage reclus, passant la plupart de son temps dans son bureau à l'écoute de son bien-aimé Richard Wagner. Selon la légende, il a vécu aux États-Unis pendant 25 ans dans la même chambre d'hôtel, qu'il a utilisée quand il est arrivé dans le pays, avec l'ensemble de ses biens tenant à l'intérieur de son bagage d'origine.

## Mort
Papakyriakopoulos est mort d'un cancer de l'estomac à l'âge de 62 ans à Princeton, New Jersey.

## Publications
- C. D. Papakyriakopoulos, « Ein neuer Beweis fur die Invariance der Homologiegruppe eines Komplexes (Greek) », Bull. Soc. Math. Greece, Athens, Greece, Greek Mathematical Society, vol. 22,‎ 1946, p. 1–154
- C. D. Papakyriakopoulos, « On Dehn's Lemma and the Asphericity of Knots », Proceedings of the National Academy of Sciences of the United States of America, vol. 43, no 1,‎ 1957, p. 169–172 (PMID 16589993, PMCID 528404, DOI 10.1073/pnas.43.1.169)
- C. D. Papakyriakopoulos, « On Dehn's Lemma and the Asphericity of Knots », Annals of Mathematics, vol. 66, no 1,‎ 1957, p. 1–26 (PMID 16589993, PMCID 528404, DOI 10.2307/1970113, JSTOR 1970113)